# Råkost

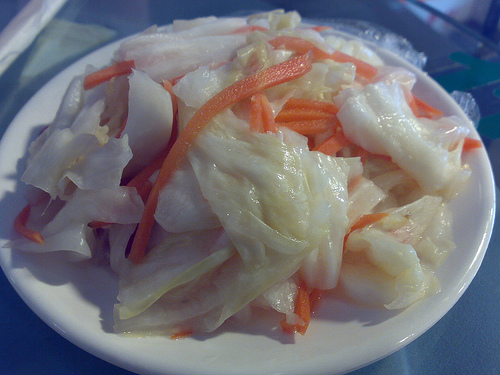
Morots- och vitkålssallad är ett klassiskt exempel på råkost.

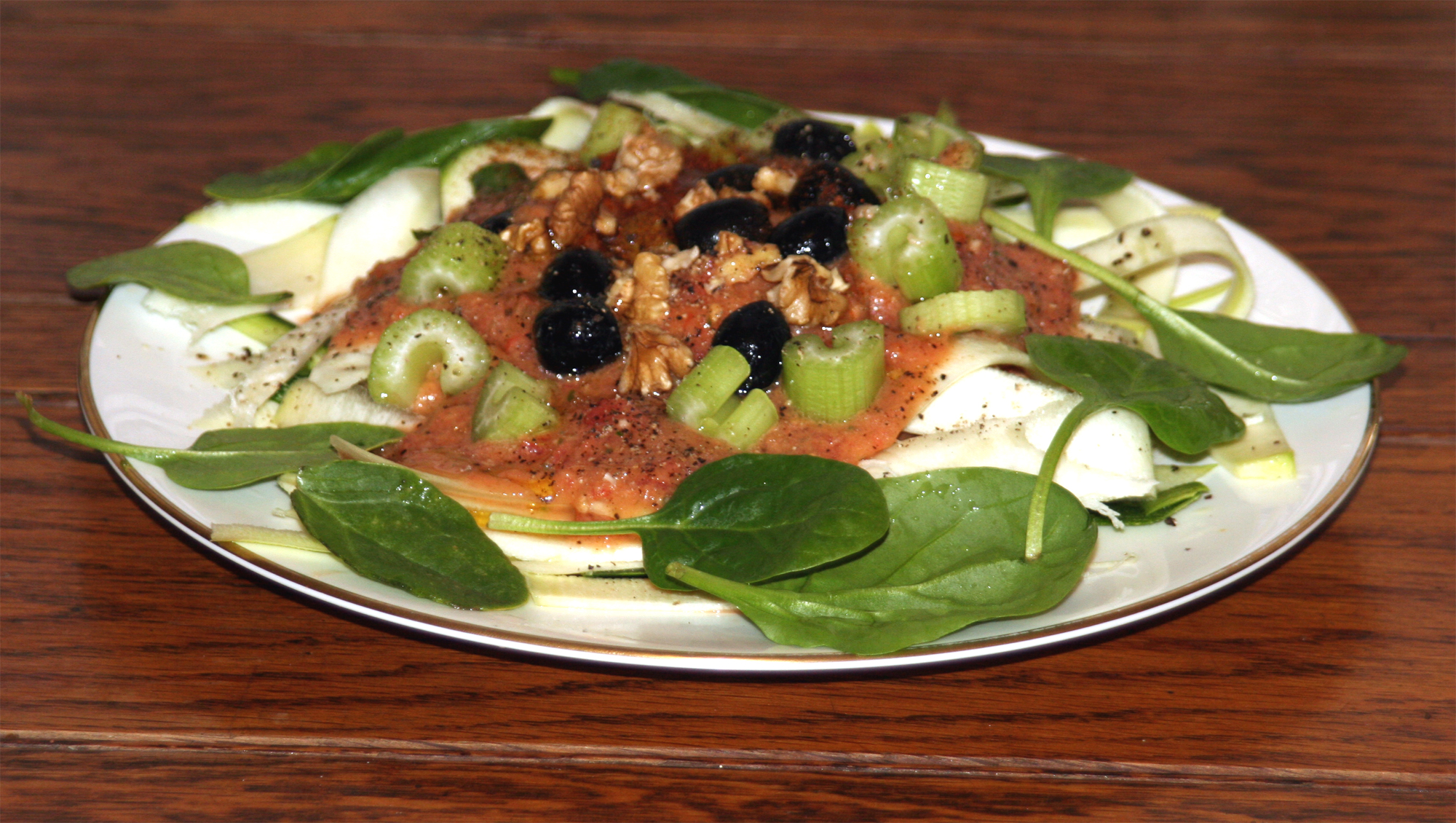
En rå tomatsås med oliver, selleri och valnötter på zucchininudlar.

Råkost innebär livsmedel i form av råa frukter, grönsaker och rotfrukter. Råkost är framför allt mineral- och vitaminrik, och rätt sammansatt täcker den alla de mineraler och vitaminer som behövs i den mänskliga kosten (utom B12-vitamin).[källa behövs] Däremot är halterna av fett och protein låga. Det anses att råkost i någon form bör ingå i dagens huvudmåltid.[källa behövs] Råkost ingår (som enda eller huvudsaklig ingrediens) i dieter med namn som rawfood och levande föda.

## Råa livsmedel
Råkost innebär råa vegetabilier. Där ingår olika delar av växten, och i livsmedelssammanhang kan de beskrivas som färska frukter, bär, grönsaker, rotfrukter, örter, bladgrönsaker, torkade frukter, nötter, frön, säd och alger.
Enligt studier försvinner viktiga växtantioxidanter vid upphettning av mat samtidigt som det kan bildas ämnen som inte är bra för hälsan.

## Råkostdieter
Förutom som ingrediens i en måltid kan råa vegetabilier användas mer systematiskt i en helt eller delvis "rå kost". Dessa dieter har kallats vid olika namn, inklusive rawfood (jämför engelska raw food, 'rå mat') och levande föda.
I en råkostbaserad diet/mathållning äter man rå, obehandlad och ofta ekologisk mat, med syftet att uppnå en god hälsa och må bättre. Vissa råkostdieter tillåter konsumtion av allt som är rått och obehandlat, och således opastöriserade (oupphettade) mejeriprodukter, råa ägg, rå fisk (som sashimi) och rått kött (som carpaccio), medan andra råkostdieter enbart innehåller vegetabilisk mat.

### Rawfoodochlevande föda
Det amerikanska uttrycket raw food har ett liknande äldre svenskt begrepp, levande föda. Dieten etablerades i Sverige på 1970-talet av den litauenfödda amerikanskan Ann Wigmore. Hon skrev ett flertal böcker om levande föda och drev även Hippocrates Health Institute, ett institut för levande föda i Boston. Vad som förenar dietbegreppen är att de båda innebär en typ av kosthållning där råvarorna inte bör bli upphettade över 42 °C vid tillagningen. En skillnad är att tillämpare av levande föda ofta blötlägger och fermenterar det som ska ätas, medan rawfood handlar om färska råvaror och att välja det som är bäst för stunden.